# 花立峠 (山形市・上山市)

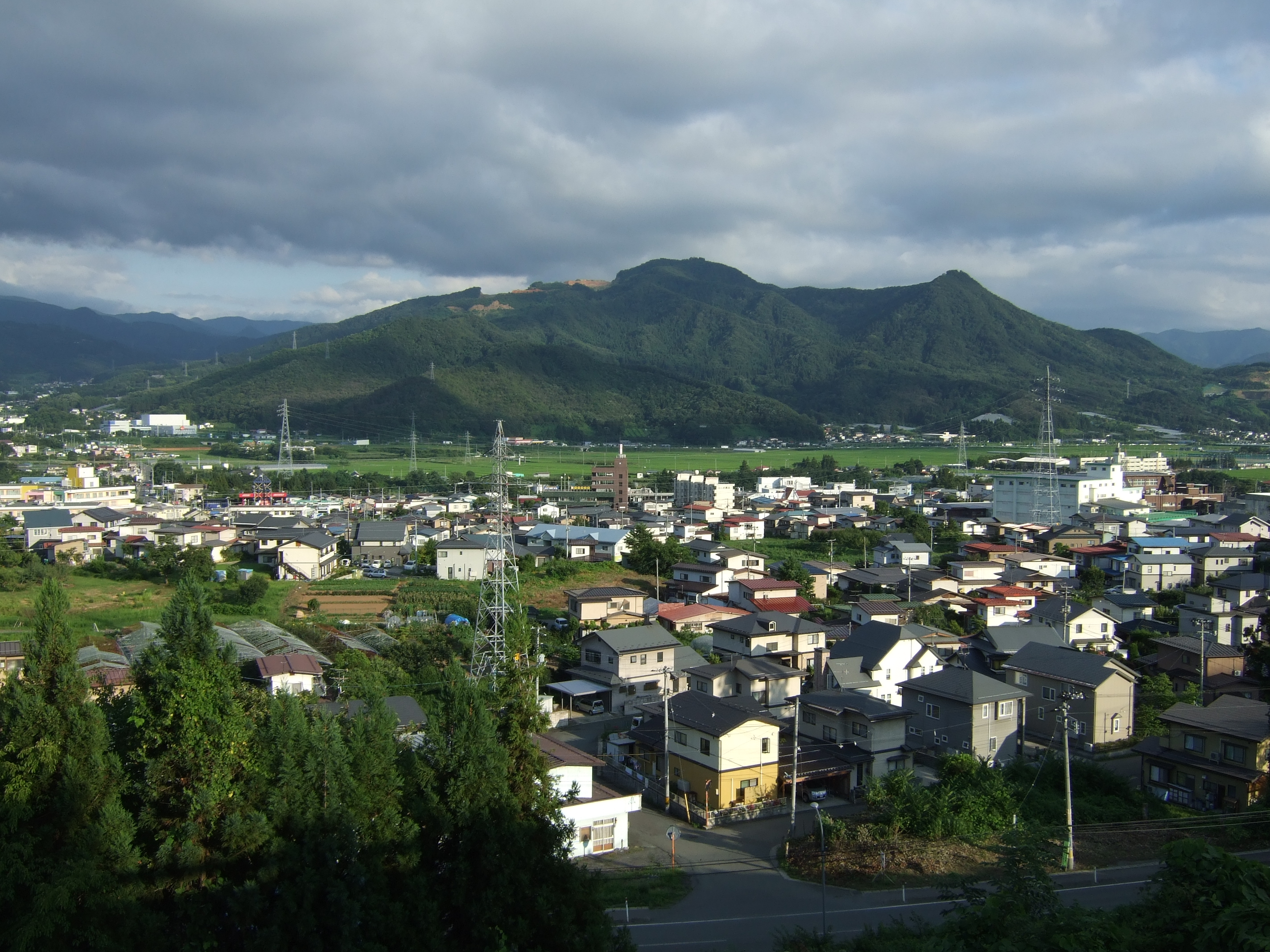
花立坂から望む上山市街。中央の山は葉山

花立峠は、山形県山形市と同県上山市の間にある峠。国道458号が通る。標高250m。

## 概要
羽州街道の一部である。峠の上山市側は「花立坂」と呼ばれる急勾配の坂道で、途中から上山市街及び蔵王連峰を展望する事ができる。山形市側では国道458号ではなく丘陵上の市道が旧街道を辿っていたが、2001年以降の山形ニュータウン「蔵王みはらしの丘」建設に伴い、市境付近から黒沢神明社付近までの区間が消滅している。

## 歴史
1622年（元和8年）に最上氏が改易された事に伴い山形藩と上山藩が分割されて以降、峠の地蔵堂が藩境となっていた。山形藩側からは麓の宿場の名と同じ「黒沢峠」とも呼ばれていた。
1880年（明治13年）8月に須川沿いの早坂新道（現在の宮城県道・山形県道12号白石上山線・山形県道51号山形上山線など）が開通した事により、峠の通行量は激減した。